# Capsula (groupe)
Capsula est un groupe de rock argentin formé en 1998 à Buenos Aires. Leur nom, qui signifie « capsule » en espagnol, est inspiré de la chanson de David Bowie, « Space Oddity ».
Malgré l'absence d'un premier album au début de leur carrière, le groupe s'est produit dans des clubs à travers l'Europe, mettant en avant des performances live brutes et énergiques. Alors qu'ils développaient leur son, Capsula a attiré l'attention du producteur légendaire Tony Visconti, célèbre pour son travail avec David Bowie et T. Rex. Impressionné par leur musique, Visconti a accepté de produire leur album *Solar Secrets* en 2013. Cet album a été un succès critique, et le magazine Rolling Stone l'a décrit comme « un paradis garage-glam sur un plateau ». Leur son a également été salué comme « une compression dynamique de The Who, The Cramps et Sonic Youth dans une marée haute de psychédélisme ».
La réputation du groupe a rapidement grandi grâce à leurs performances live intenses et leur son unique. Capsula a poursuivi son succès avec des tournées inlassables en Europe, aux États-Unis et en Amérique du Sud, partageant la scène avec des groupes tels qu'Iggy Pop, Os Mutantes et Pearl Jam, tout en construisant une base de fans fidèles. Ils ont continué à repousser les limites de leur musique en expérimentant de nouveaux sons et influences.
Aujourd'hui, Capsula est largement considéré comme l'un des groupes de rock les plus innovants et influents de leur génération. Avec une carrière de plus de deux décennies, des performances live innombrables et des enregistrements acclamés, leur musique est appréciée par les critiques et les fans. Leur influence peut être perçue dans les travaux d'autres artistes.

## 1997–2006: Amérique du Sud, Bilbao, tournée etSongs & Circuits
Capsula a auto-produit son premier album, Sublime, en 1999, suivi de Yudoka en 2000. Ces albums combinaient un mélange unique de genres comme le rock alternatif, le lo-fi, l'expérimental et le rock psychédélique. Après avoir déménagé à Bilbao, Capsula a continué à expérimenter avec leur processus de composition, utilisant l'automatisme surréaliste et les techniques de « cut-up » pour leur album éponyme Capsula, sorti en 2002. Cet album a été publié par le label indépendant DDT Diskak basé à Bilbao et se caractérisait par des sons de rock alternatif, expérimental et psychédélique. Pour promouvoir cet album, le groupe a donné des performances acoustiques intimes dans des bibliothèques et des émissions de radio dès 2003.
En 2005, Capsula a enregistré l'album Songs & Circuits, qui a finalement été publié par le label Discos Liliput basé à Madrid. Cet album mélangeait le garage rock, le pop rock, le rock indépendant, le rock psychédélique et le glam. Distribué mondialement par le label Northern Star Records, il a été décrit comme « du garage rock pour le XXIe siècle ». Capsula a entamé une vaste tournée pour soutenir l'album, jouant 110 concerts aux États-Unis, au Canada, en Europe et en Amérique du Sud, recevant des critiques enthousiastes pour leurs performances électrisantes.
Les influences musicales du groupe incluent The Velvet Underground, The Stooges, le premier David Bowie et Television, et se reflètent dans leurs performances live acclamées.
Depuis, Capsula a tourné sur trois continents, avec cinq tournées au Royaume-Uni, en France, en Allemagne (où leur participation au festival Popkomm 2008 a renforcé leur réputation), en Irlande, aux Pays-Bas, en Belgique, au Portugal, en Amérique du Sud et aux États-Unis, y compris une performance remarquée au festival South by Southwest (SXSW) au Texas.

## BCore Disc, SXSW, 2007–2011
Après la sortie de leur album Songs & Circuits en 2006, Capsula a signé avec le label indépendant basé à Barcelone BCore Disc en octobre 2008 et a sorti leur album Rising Mountains en avril 2009. Le critique de Rolling Stone David Fricke les a salués comme l'une des meilleures surprises du festival SXSW de 2009. Le groupe a entrepris une tournée intensive pour promouvoir l'album, jouant 54 concerts en Europe, aux États-Unis et en Amérique du Sud.
Les performances live de Capsula sont reconnues pour leur intégration de visuels et d'éléments technologiques, créant un style distinctif de garage-rock futuriste. En 2009, ils ont collaboré avec la légende du rock new-yorkais Ivan Julian de Richard Hell and the Voidoids pour enregistrer l'album The Naked Flame. Cet album a été publié en Espagne par Bloody Hotsak en juillet 2009.
En 2011, Capsula a sorti l'album In the Land of Silver Souls, produit par John Agnello. Cet album a été soutenu par une tournée aux États-Unis, comprenant 39 concerts, notamment des performances aux Concerts at the Mural de KEXP à l'amphithéâtre de Seattle et au City Arts Festival. Le groupe a également tourné intensivement en Amérique du Sud, se produisant en Colombie, Argentine, Chili et Uruguay.
Le 30 mai 2012, Little Steven a inclus la chanson "Wild Fascination" de l'album In the Land of Silver Souls dans son programme Little Steven's Underground Garage, dans un spécial dédié aux moments les plus psychédéliques du rock 'n' roll.
La réputation de Capsula s'est solidifiée comme un groupe mettant l'accent sur l'attitude, un mode de vie, une passion pour leur musique au-delà des tendances, et une dévotion pour un travail bien fait, avec l'urgence de ceux qui souhaitent vivre vite et explorer chaque recoin avant qu'il ne soit trop tard.

## 2012–2018: Bowie, Visconti, Psychédélique, Pearl Jam, Science-fiction et Surréalisme
En 2012, Capsula est retourné en studio pour enregistrer une réinterprétation personnelle du classique album de David Bowie The Rise and Fall of Ziggy Stardust and the Spiders from Mars, produite par John Agnello. Le processus d'enregistrement de l'album a été documenté dans un film intitulé Dreaming of Ziggy Stardust, présenté dans la section officielle du Festival de cinéma documentaire musical Dock of the Bay à Saint-Sébastien. L'album a été décrit comme "plus qu'une simple curiosité, une approche contemporaine de l'album. Un peu plus lo-fi, garage. Un peu plus brut. Tout aussi rock".
En 2013, Capsula a enregistré un nouvel album intitulé Solar Secrets, produit par Tony Visconti, qui venait de terminer l'album de retour puissant de David Bowie, The Next Day. Cet album s'est inspiré du peintre argentin Xul Solar et comprend des morceaux tels que "Constellation Freedom", "Seven Crimes" et "Trails of Senselessness". Rolling Stone et le Chicago Tribune ont présenté en avant-première la chanson "Blind". Les critiques ont décrit l'album comme "un paradis garage-glam sur un plateau" et "une compression dynamique de The Who, The Cramps et Sonic Youth dans une marée haute de psychédélisme".
Capsula a donné 53 concerts aux États-Unis, tournant avec le groupe influent de rock psychédélique brésilien Os Mutantes, et 57 concerts en Europe. Ils ont joué au Austin Psych Fest 2013, où le Austin Chronicle a décrit leur performance comme "un fabuleux serpent doré, se tordant sur une grande scène tout en jouant un garage rock sismique". En décembre 2013, Capsula a ouvert pour le groupe punk de Los Angeles X, avec la chanteuse, artiste et poète Exene Cervenka exprimant publiquement son admiration pour le groupe.
Capsula a participé à de nombreux festivals de musique, notamment SXSW de 2008 à 2012, le Festival de jazz de Saint-Sébastien en 2013, le Festival Día De La Música à Madrid en 2013, Nox Orae à Vevey en Suisse en 2013, le Sonorama Festival à Burgos en 2013, le DCode Festival à Madrid en 2012, Primavera Sound à Barcelone en 2011, Bilbao BBK Live en 2010, le Low Cost Festival à Benidorm en 2011, le Festival Nrmal à Monterrey au Mexique en 2010, Decibelle (anciennement Estrojam) à Chicago en 2010, et Incubate (anciennement ZXZW) à Tilburg, aux Pays-Bas, en 2008. En novembre 2015, ils ont ouvert pour Pearl Jam en Argentine au Estadio Único de La Plata.
Capsula a également été présenté plusieurs fois sur KEXP, la célèbre station de radio basée à Seattle, où ils ont livré des sessions live mettant en valeur leur présence électrisante.
En 2016, Capsula a enregistré Santa Rosa, un album fortement influencé par le surréalisme, The Cramps, Dead Kennedys et la science-fiction. Le groupe a joué 110 concerts en 220 jours dans 93 villes tout en promouvant l'album.
L'album a été masterisé en Argentine par Eduardo Bergallo et publié par le label basque Gaztelupeko Hotsak en Espagne, ainsi que par le label indépendant de la ville de Bordeaux, Vicious Circle, en France.

## 2019: L'ère deBestiarium: Bêtes et Cadavre Exquis avec des algorithmes
En 2018, Capsula a commencé à écrire un nouvel album intitulé Bestiarium, inspiré par les anciens bestiaires ainsi que par le film de 1962 de Jean Cocteau où il se demande si les humains des années 2000 sont devenus des robots. L'album Bestiarium est la réponse personnelle de Capsula à cette question à la fois curieuse et précise.
Chaque chanson de Bestiarium présente une créature unique mêlant des caractéristiques humaines, animales et divines. Capsula imagine ces êtres comme les représentants des cyborgs du futur, explorant des thèmes d'identité et de transformation dans un monde en évolution rapide.
L'album a été créé en utilisant une combinaison de techniques surréalistes de cut-up avec des algorithmes, permettant au groupe d'expérimenter de nouveaux sons et de repousser les limites de leur musique. Pour écrire les paroles de l'album, des algorithmes ont été utilisés pour générer des phrases et des idées visuelles, employant les plateformes numériques comme un jeu d'échecs ou de tarot. Bestiarium est sorti en 2019 via Vicious Circle et a été salué par la critique pour son approche innovante de la musique rock.
Enregistrées à Silver Recordings, les chansons de cet album ont un esprit noir. Les premiers singles incluent "Sirens's Lips", "Cry With You" et une reprise du morceau "Russian Roulette" de The Lords of the New Church.
L'album a été publié le 22 mars 2019. Le magazine barcelonais Ruta 66 a décrit Bestiarium comme "un paradis rétrofuturiste et punk sombre." La publication musicale MondoSonoro l'a qualifié "d'artefact diabolique et excitant," avec une note de 8/10.

## 2021:Phantasmaville, villes fantômes et Ciudad Fantasma!
Phantasmaville, sorti en 2021 et publié par le label de Capsula, Silver Recordings, offre une combinaison unique de sons psychédéliques, post-punk et latins, avec des rythmes pulsants et des riffs de guitare bruts et énergiques. Capsula a accompagné la sortie de Phantasmaville d'une tournée de 54 concerts à travers l'Espagne, la France, Chili, Uruguay, l'Argentine et les États-Unis.
En 2021, Phantasmaville a été élu deuxième meilleur album national par le magazine de rock 'n' roll Ruta 66. Il a également été inclus dans le Top 5 de novembre 2021 par la station de radio KEXP.
Selon le journaliste de rock Ignacio Julià, "Dans Phantasmaville, ils maintiennent et amplifient leur vocation psycho-glam-rocker, indifférente aux tendances et saveurs qui dominent la musique populaire du nouveau millénaire."

## 2024: La dimension cosmique dePrimitivo Astral
En 2024, Capsula a sorti Primitivo Astral, un album célébrant le 25e anniversaire du groupe et consolidant leur place parmi les actes les plus innovants du rock contemporain. Enregistré, mixé et masterisé dans leur propre studio, Silver Recordings à Bilbao, l'album présente une pochette conçue par l'artiste Jaime Zuverza et explore une narration qui combine des éléments primordiaux et cosmiques, transportant l'auditeur dans un univers de riffs monumentaux, de paysages sonores cosmiques et de paroles imprégnées de mysticisme et d'émotion brute.

## Riffs astraux, le fantastique et la télépathie
Le titre Primitivo Astral capture la fusion entre le terrestre et le cosmique, unissant des influences de heavy psych, post-punk et stoner rock avec une vision futuriste. Selon Martín Guevara, "Primitivo Astral est un voyage où les riffs sont toujours la pierre angulaire de tout ce que nous faisons. C’est un voyage fantastique, un voyage intérieur sous forme de bande dessinée cosmique, avec peu de mots qui passent d’une langue à l’autre, comme s’ils étaient des êtres de petites planètes observant et synthétisant."
Coni Duchess décrit l’album comme "une croisée entre ce qui semble ancien et ce qui ressemble à de la science-fiction, un équilibre constant entre le familier et l’inconnu." Elle ajoute : "Le contexte est l’irréel, l’intangible — la possibilité de comprendre notre environnement à travers le fantastique. La musique a toujours été notre moyen d’explorer, mais elle est aussi le reflet de notre réalité transformée."
Les chansons ont été composées et enregistrées avec une totale liberté créative, grâce au contrôle complet du groupe sur leur environnement de studio. Cela leur a permis d’expérimenter des textures sonores et des dynamiques innovantes. Martín note : "Nous avons appris à combiner le matériel visuel, la fantaisie et la mémoire sur la route — c’est une partie de notre dynamique." Coni ajoute : "Cet album a une énergie directe, brute et une force spéciale."

## Annonce en code Morse
Avant la sortie de l’album, le groupe a surpris ses fans avec une annonce énigmatique sur ses réseaux sociaux. Martín Guevara a interprété la date de sortie de Primitivo Astral en code Morse en utilisant les sons et les résonances de sa guitare électrique. Le message a révélé que l’album sortirait le 11 octobre 2024 :
.--. .-. .. -- .. - .. ...- --- .- ... - .-. .- .-.. .---- .---- --- -.-. - ..- -... .-. . ..--- ----- ..--- ....-.

## Réception et éloges
Primitivo Astral a été largement acclamé par les critiques et le public. Rock & Folk (France), dans un article de Jérôme Soligny, l’a décrit comme "un rock sans équivalent dans la scène musicale actuelle", lui attribuant quatre étoiles et mettant en avant des titres comme "Rayo Oscuro" et "La Luz Azul" pour leur énergie explosive. Clash Magazine (Royaume-Uni) l’a qualifié de "voyage psychédélique mêlant des influences des années 60 et 70", saluant sa fusion harmonieuse de sonorités post-punk et d’atmosphères cosmiques.
KEXP (Seattle, États-Unis) a diffusé en avant-première le single "Spelling Love" dans The Midday Show, marquant ses débuts mondiaux. De plus, Turbo 3 (Radio 3, Espagne) a inclus "Automatical Soul" parmi les meilleures chansons de l'année, tandis que El Sótano (Radio 3, Espagne) a distingué "(In the Garden of) Narcissus" comme l'une des compositions les plus mémorables de 2024.
Ruta 66 (Espagne) a salué la capacité de l'album à combiner les influences du rock des années 70 avec une perspective contemporaine et rétro-futuriste. Le magazine a décrit l’album comme "un délice du début à la fin, où punk, glam, stoner, psychédélisme et rock’n’roll convergent dans un mélange puissant". Lors d’un concert à Barcelone, ils ont noté : "L’esprit du psychédélisme le plus lourd planait sur la salle avec 'Arrow', tandis que Martín jouait de manière possédée".
Louder Than War (Royaume-Uni) a décrit l’album comme "impulsif, hypnotique et vibrant". RockZone a indiqué que l’album est "une démonstration constante de force, avec des chansons qui transcendent les genres et laissent une impression durable". Ils ont également souligné que "la voix de Coni est exquise et précise dans ses envolées psychédéliques, rappelant que cela fait partie essentielle du son du groupe. Écoutez 'Arrow' ou, encore plus, ce chef-d’œuvre psychédélique sombre 'Spelling Love', où les riffs de Martín vous transportent dans une autre dimension. Éblouissant". Big Takeover a également loué l’album comme "une fusion intemporelle du meilleur du rock psychédélique et du post-punk".
Selon Rock & Folk, le groupe intègre des références culturelles et esthétiques comme le surréalisme de Jean Cocteau et les atmosphères troublantes de David Lynch, des éléments qui renforcent la profondeur narrative de leurs interprétations musicales.

## Explorateurs de l'intangible:Primitivo Astralen live
La tournée de présentation de Primitivo Astral a mené Capsula sur des scènes et festivals prestigieux en Espagne, France et Suisse, où le groupe a déployé toute son énergie dans des performances live spectaculaires. Actuellement, le groupe continue sa tournée en 2024 et 2025, présentant l'album dans de nouvelles villes et lieux internationaux.
L'album a été inclus dans de nombreuses listes de fin d'année comme l'un des meilleurs disques de 2024, consolidant davantage l'héritage de Capsula. Comme l’a résumé RockZone, "Capsula, plus de vingt ans à l’œuvre, plusieurs albums de référence, et avec Primitivo Astral, un dernier album absolument délicieux et incontournable. Merveilleux".

## Discographie

### Albums studio
| Date de sortie | Titre                                                                     | Label                                                   |
| -------------- | ------------------------------------------------------------------------- | ------------------------------------------------------- |
| 1999           | Sublime                                                                   | La Nena Records, Hotsak                                 |
| 2000           | Yudoka                                                                    | La Nena Records, Hotsak                                 |
| 2002           | Capsula                                                                   | DDT, Hotsak                                             |
| 2006           | Songs & Circuits                                                          | Discos Liliput, Devil In Her Heart                      |
| 2009           | Rising Mountains                                                          | BCore Disc                                              |
| 2009           | The Naked Flame                                                           | Bloody Hotsak, 00:02:59 Records                         |
| 2011           | In The Land Of Silver Souls                                               | BCore Disc, Krian                                       |
| 2012           | Dreaming Of The Rise And Fall Of Ziggy Stardust And The Spiders From Mars | Hotsak                                                  |
| 2013           | Solar Secrets                                                             | Krian, Hotsak                                           |
| 2015           | Dead or Alive                                                             | Krian, Hotsak                                           |
| 2016           | Santa Rosa                                                                | Hotsak, Vicious Circle, Silver Recordings               |
| 2019           | Bestiarium                                                                | Hotsak, Dynamo Tapes, Vicious Circle, Silver Recordings |
| 2021           | Phantasmaville                                                            | Silver Recordings                                       |
| 2024           | Primitivo Astral                                                          | Silver Recordings                                       |

### Albums compilations
| Date de sortie | Titre                                  | Chanson                     | Label              |
| -------------- | -------------------------------------- | --------------------------- | ------------------ |
| 2005           | Bands On Tour Compilation              | Voices Underground          | Ría Records        |
| 2006           | Bendito Pop                            | A Boy Through Airwaves      | Junk Records       |
| 2009           | This Is The New Bcore Sampler For 2009 | Found And Lost              | B-Core Disc        |
| 2010           | Psychedelica 4                         | Found And Lost              | Northern Star      |
| 2010           | Bcore Disc Sampler 2010                | In The Land Of Silver Souls | B-Core Disc        |
| 2011           | Live At... Kexp - Volume Seven         | Magnetic Brain              | KEXP               |
| 2011           | Bigotes, Bombines y Decibelios Vol. 1  | Hit 'n' Miss                | Señor López Discos |
| 2012           | Bcore Disc Sampler 2012                | Hit 'n' Miss                | B-Core             |

### Raretés
- "Último Fragmento" 2000. La Nena Records